# José María Gabriel y Galán
José María Gabriel y Galán (Frades de la Sierra, Guijuelo, 28 de junio de 1870-Guijo de Granadilla, 6 de enero de 1905) fue un poeta español que desarrolló su obra en castellano y en dialecto extremeño.

## Biografía

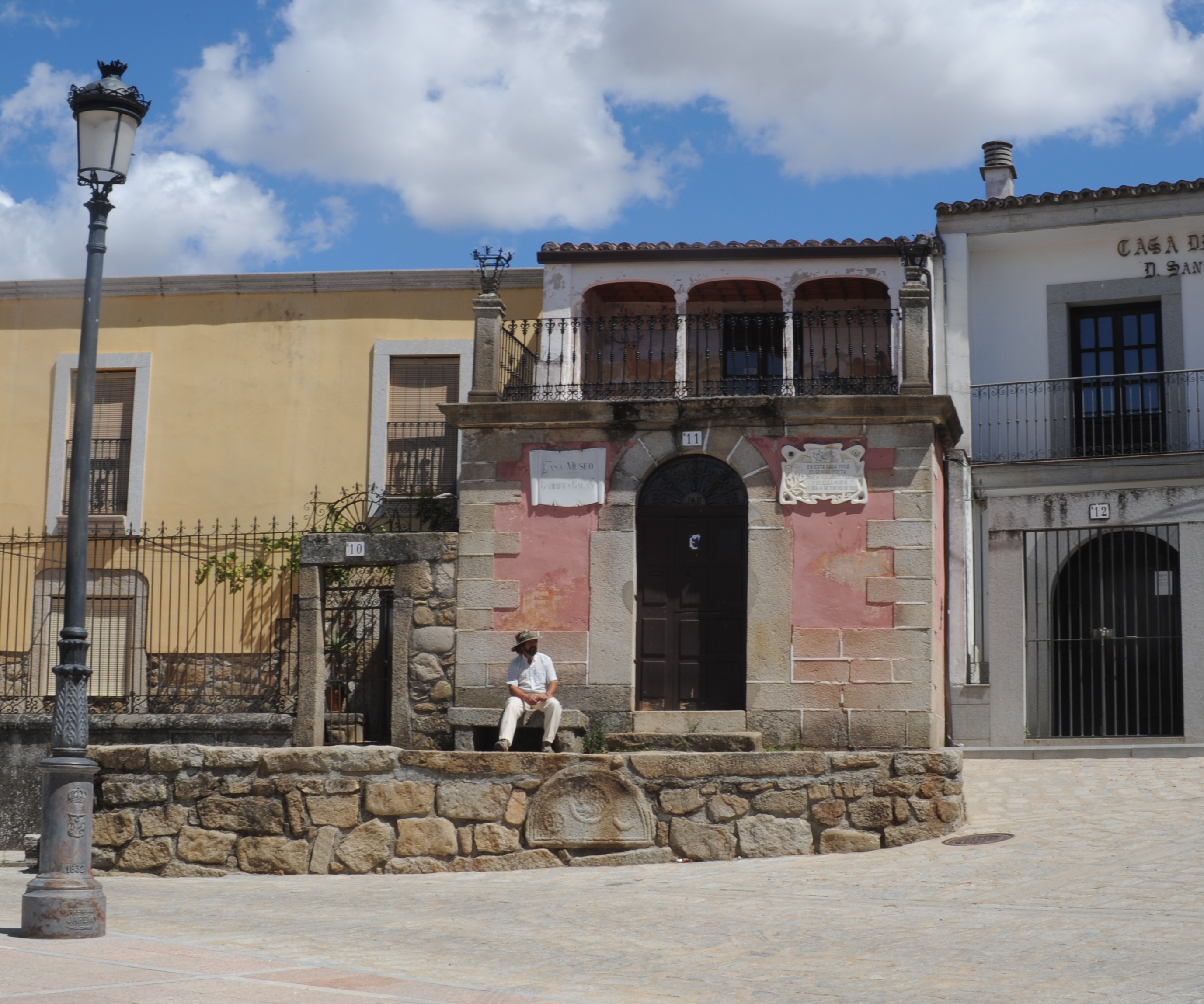
Casa Museo de Gabriel y Galán en Guijo de Granadilla

Nace en el Campo Charro, en la zona de la Sierra de Salamanca, en el seno de una familia de propietarios de sus tierras en la localidad de Frades de la Sierra (Salamanca). Sus padres fueron Narciso Gabriel y Bernarda Galán. Gran aficionada esta a la poesía, insufló en sus cinco hijos la atracción por la composición lírica. José María pasa su infancia en su villa natal, donde asiste a la escuela, y a los quince años se traslada a Salamanca para cursar los tres primeros años de Magisterio en la Escuela Normal, época de la que datan sus primeros versos. El cuarto curso (1888-1889) lo realiza en la Escuela Normal Central de Madrid, ciudad que le produce rechazo (la tilda en algunas cartas de Modernópolis). Obtenido el título de maestro en grado superior, con diecinueve años, realiza un viaje a Galicia (julio de 1889) junto a su compañero y amigo de estudios, el coruñés Casto Blanco Cabeza (1869-1955), y queda impresionado por el paisaje gallego, desde el interior a los acantilados del Orzán y la isla A Marola. Allí compone «La fuente vaquera» y «Adiós».
Obtenido el título de magisterio, se le destina a Guijuelo, a unos 20 km de su ciudad natal (1889-1892) y posteriormente a Piedrahíta (Ávila) (1892-1898). Su estado de ánimo es bajo (firma las cartas a sus amigos como El Solitario) y se define como un hombre de carácter melancólico, sensible y de profundas convicciones religiosas (recibidas de su madre), que ya se perciben en sus poemas. En 1893 tras conocer a su mujer, Desideria García Gascón (1874-1954), nacida en el seno de una familia de terratenientes, experimenta un cambio radical, que se acentúa a partir de su boda, el 26 de enero de 1898 en Plasencia. Abandona el magisterio y se traslada a Guijo de Granadilla en Cáceres, donde administra la dehesa El Tejar, uno de los latifundos que eran propiedad de la familia de su esposa. Allí encuentra el tiempo y sosiego para madurar su poesía alrededor del campo, las gentes, las monterías... Muchos manuscritos inéditos de esta época se recuperan gracias a la contribución de sus herederos y no son publicados hasta medio siglo después de su muerte. Entre otras dedicatorias: Réquiem al pariente de su esposa, don Acacio o Al Doctor Bejarano, al médico de la Zarza. 
Con el nacimiento de su primer hijo, Jesús, en 1898 compone El Cristu benditu, primera de sus famosas Extremeñas en las que el empleo de la lengua vernácula, «el castúo», aroma y vivifica la musa del poeta. Gabriel y Galán se inspira del «deje andaluz» de su admirado maestro Medina para comenzar a componer en este dialecto extremeño. El poema fue dado a conocer a Miguel de Unamuno, entonces catedrático de Lengua y Literatura Griega de la Universidad de Salamanca, por su hermano Baldomero Gabriel y Galán (1868-1926), abogado del Estado, columnista de prensa y aficionado a la poesía. Unamuno consideró muy positivamente la pieza y, en general, la obra de Gabriel y Galán sobre la base de lo que suponía de defensa y ejemplo del casticismo.

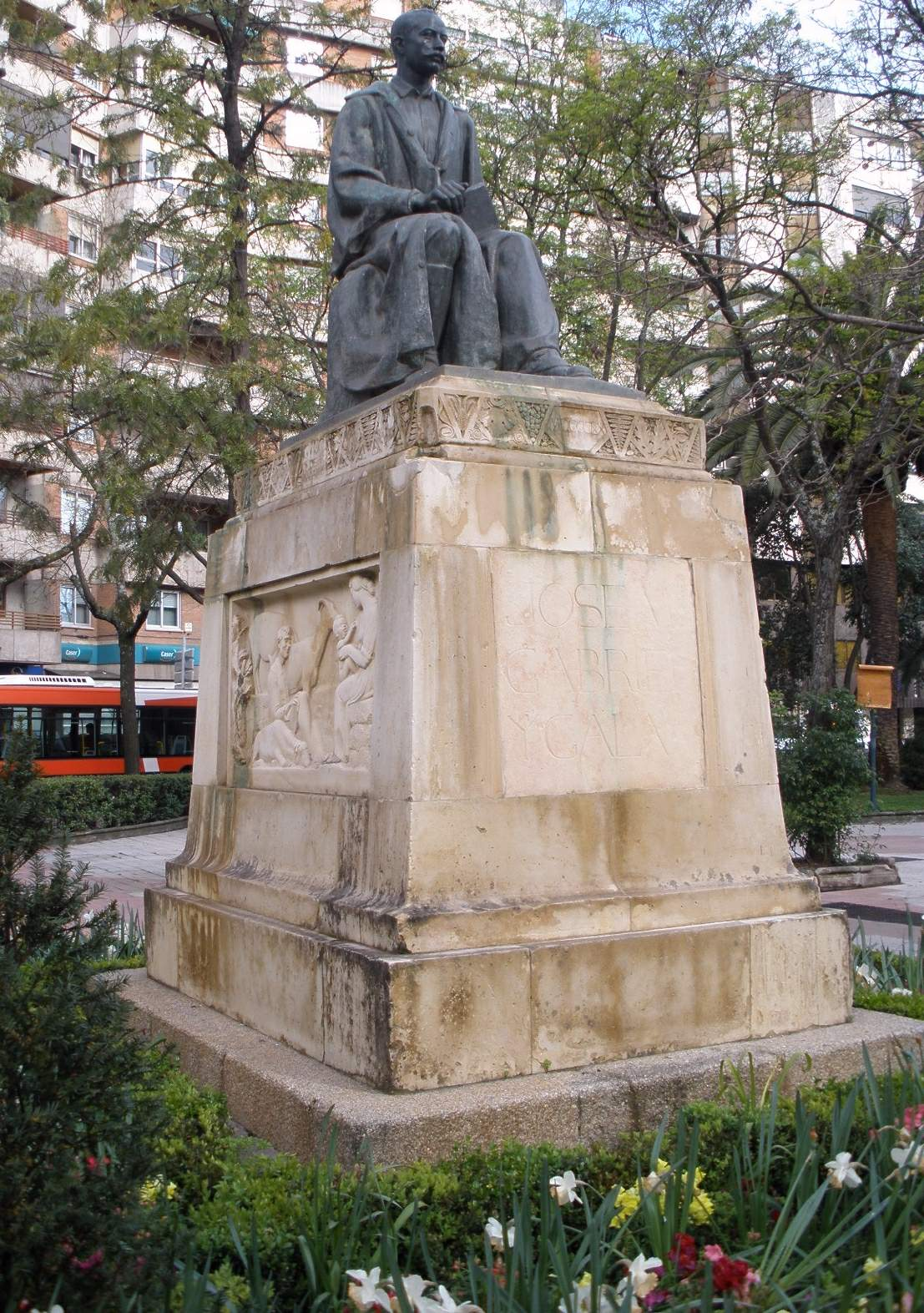
Monumento a Gabriel y Galán en Cáceres

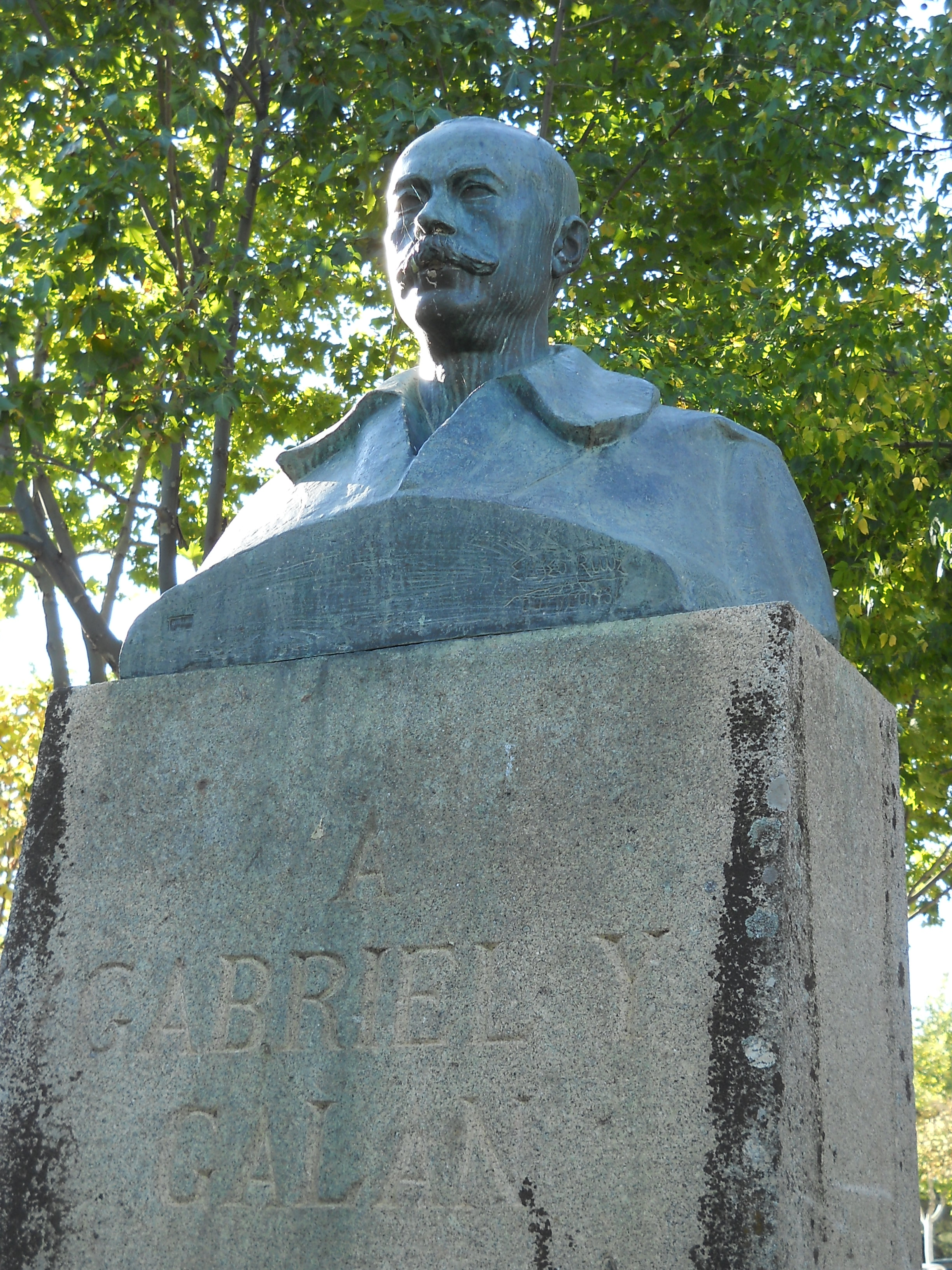
Monumento a Gabriel y Galán en Plasencia

Su consagración como poeta arranca en 1901 cuando en los Juegos Florales celebrados en el Teatro Bretón de Salamanca fue galardonado con la flor natural por su composición El ama, inspirada por la reciente muerte de su madre. Miguel de Unamuno, rector de la Universidad de Salamanca desde el año anterior, presidió un jurado compuesto, entre otros, por Santiago Sebastián Martínez (decano de la Facultad de Filosofía y Letras), Luis Rodríguez Miguel (catedrático de Lengua y Literatura Española) y el escritor Francisco Fernández Villegas "Zeda". Desde ese momento, Gabriel y Galán comienza a mantener intercambios y correspondencia con el rector de Salamanca. Es notable como en el ambiente ideológico extremadamente polarizado de la Salamanca de 1900 el fuerte conflicto de Unamuno con el entonces obispo de Salamanca, Tomás Cámara y Castro, el padre Cámara (1885-1904), decidido a que fuera destituido de la jefatura de la Universidad, generó una situación compleja al poeta sobre la base de los sucesivos intentos de instrumentalizar su obra por parte de ambos.
Su fama se acrecienta, tras ser triunfador en los Juegos Florales de Zaragoza, Sevilla, Lugo y Buenos Aires. En 1902, año en el que publica sus dos primeros volúmenes ('Poesías' y 'Castellanas'), fue invitado por el Ateneo de Madrid para dar un recital poético que concluyó con un sonoro éxito. El Guijo de Granadilla también quiso contribuir a homenajear a su celebérrimo vecino con el título de Hijo Adoptivo, que la villa le concede el 13 de abril de 1903, ocasión para la que compone Sólo para mi lugar.
En política era de ideas carlistas y colaboró con la prensa católica, conocida como la «Buena Prensa».
El 31 de diciembre de 1904 al finalizar una jornada supervisando las labores del campo comenzó a encontrarse mal y, transcurrida una semana, el 6 de enero de 1905 falleció probablemente a consecuencia de una apendicitis aguda. El profundo arraigo del poeta en la población de su comarca se manifiesta en los testimonios de quienes presenciaron el duelo: "Pobres y ricos, jóvenes y viejos, hombres y mujeres, todos, absolutamente todos, acudieron presurosos a la casa mortuoria para orar ante el cadáver por el eterno descanso de su alma y besar sus pies y manos. Las mujeres llorosas y los hombres entristecidos fueron besando los queridos restos".
En el momento de su muerte, en plena juventud y gloria, era uno de los poetas más leídos de España. Unamuno, en la primera evocación tras el óbito, dijo de su legado: "No ha pasado Galán por la tierra como callada sombra; deja cantos de consuelo para los pobres soñadores del sueño de la vida. En estos cantos nos queda el alma de su alma. Se la dio su pueblo y a su pueblo vuelve". Dejó cuatro hijos: Jesús, Juan, Esteban y Mª Purificación, estos dos últimos fallecidos de modo prematuro.
Tras la muerte del poeta, su hermano Baldomero Gabriel y Galán veló por su obra –primero desde Salamanca (1905-1908) y a continuación desde Madrid (1908-1926)– promocionándola en varias ediciones y proveyendo de datos a algunos de sus biógrafos y estudiosos.

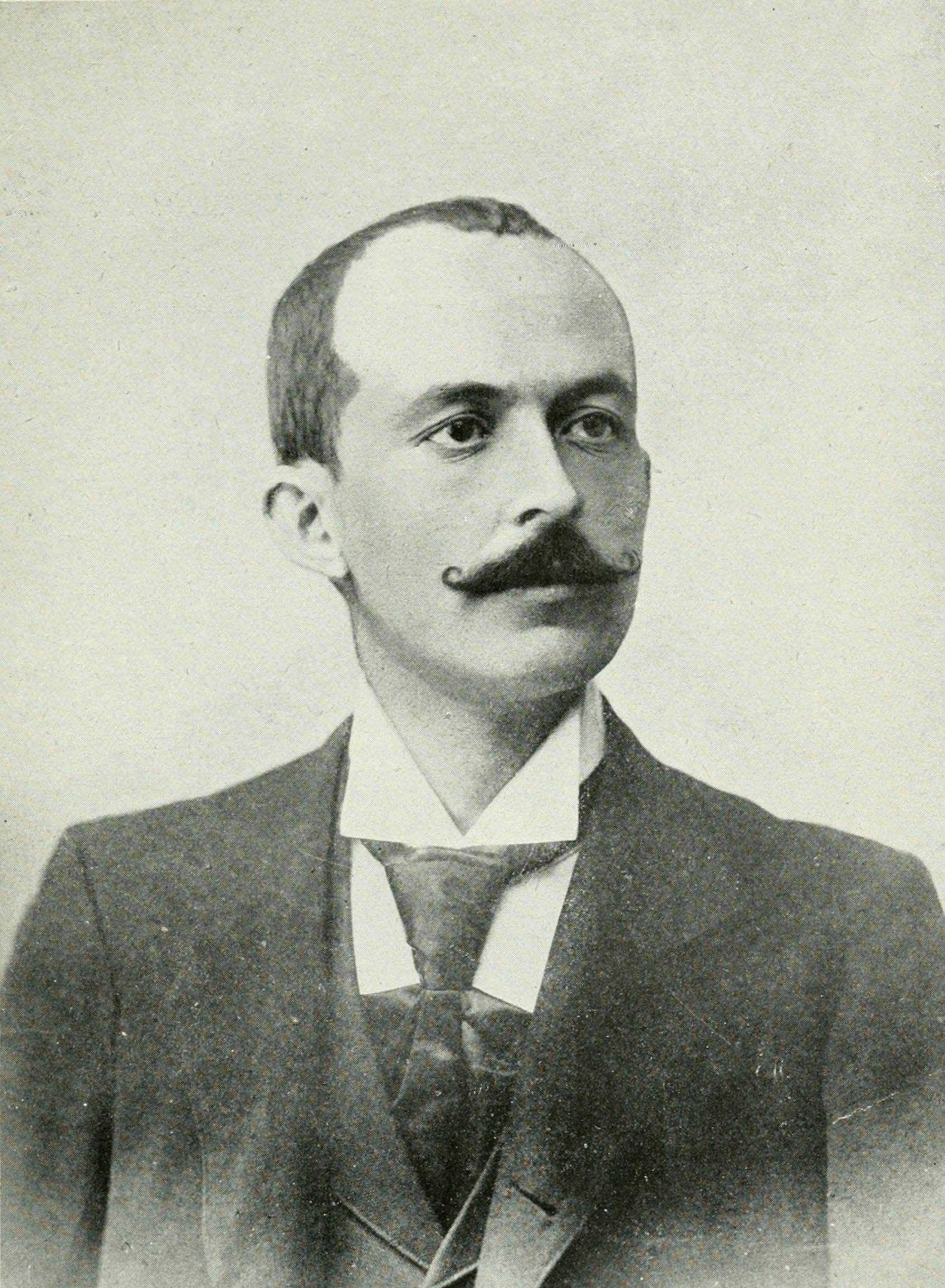
José María Gabriel y Galán

El Ayuntamiento de Frades de la Sierra mantiene la casa familiar de nacimiento del poeta y el de Guijo de Granadilla la que habitó hasta su muerte, como museo, donde se muestran manuscritos y objetos personales del poeta, donación de sus herederos. Por otro lado, en las inmediaciones del Guijo, en medio de la península que se encuentra rodeada por el actual pantano de Gabriel y Galán, se alza la Casa de las Conchas situada en la plaza mayor del antiguo señorío medieval de Granada, hoy Granadilla, naturalidad de los hermanos políticos del poeta Cruz García y Gascón y su esposa, María de la Natividad García de la Cruz Jiménez. En su fachada se puede observar aún la placa conmemorativa del homenaje al poeta  realizado por ambos, que intercedieron para que el pantano que anegaría las tierras que ellos habían cedido para su construcción llevase su nombre. 
Por Real Orden emitida en 1929 se posibilitó poder transmitir los dos apellidos del poeta a su descendencia por lo que Gabriel y Galán pasó a ser el apellido de sus herederos. Al mismo tiempo el rey Alfonso XIII favoreció a su primogénito, Jesús, huérfano de padre a los seis años, sufragando sus estudios de bachillerato en el Real Colegio de Alfonso XII de El Escorial. Posteriormente con una beca del Marqués de Borja cursó estudios de derecho en Real Colegio de Estudios Superiores también en El Escorial. Entre los descendientes del poeta, José Antonio Gabriel y Galán (1940-1993) siguió sus pasos como escritor de prosa y poesía, Jesús Gabriel y Galán Acevedo realizó la biografía definitiva del poeta (Junta de Extremadura, 2004) y, junto a su hermano José María, editó la que hasta ahora constituye la más afinada versión de sus obras completas (Junta de Extremadura, 2005).
En Salamanca, una plaza y una biblioteca pública situada en la misma reciben su nombre. En dicha plaza también se encuentra un monumento dedicado al escritor.

## Obra

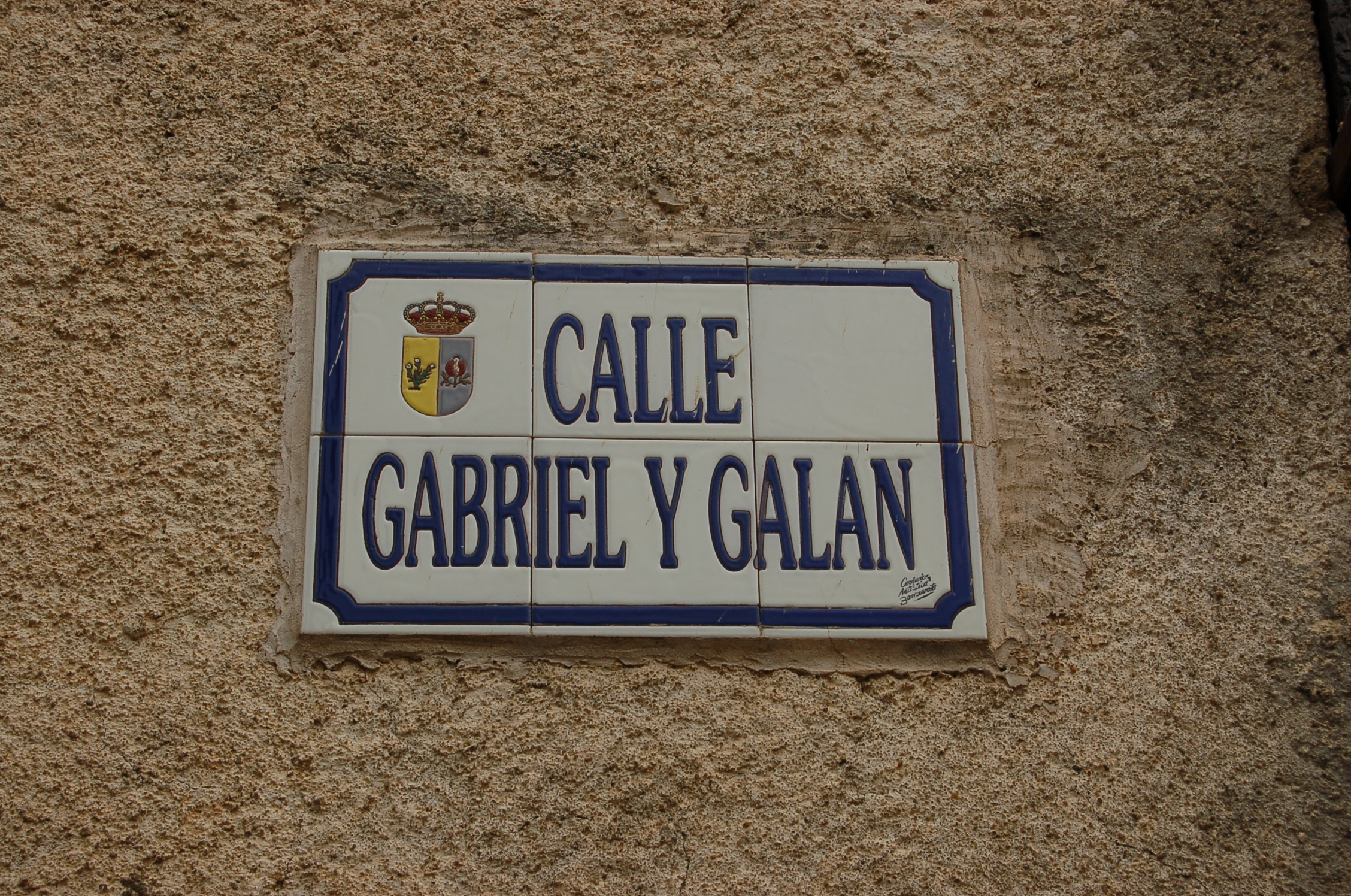
Calle Gabriel y Galán en Mohedas de Granadilla.

Su obra poética se aparta del modernismo imperante en la época, pues es conservadora en estructura y temática: defiende la tradición, la familia, el dogma católico o, con singular sensibilidad social, la vida campesina. Desde 1898 la poesía de Gabriel y Galán se vuelca hacia el pueblo, la aldea y el paisaje. Su inmersión en el mundo campesino y la voluntad de acercarlo la poesía se ponen de relieve en la composición de piezas fáciles de fundamento ético-moral: "Sabrás que me he metido a predicador rural: hago unas coplas que yo llamo sermones, casi todas en verso, que recito y declamo los días festivos desde el balcón del Ayuntamiento. Son una vulgaridad estupenda, pero los que me oyen lloran, ríen, se entusiasman y aprenden verdades morales: los hago más buenos, que es mi propósito; digo a todos que vivan unidos y que renieguen de la política que es una mentira inmensa ..." (Carta a Mariano Miguel del Val). Tal justificación encuentra el uso del dialecto extremeño en sus poesías, captación directa de la palabra hablada por los campesinos, en el que inevitablemente se filtraban diversos vulgarismos.
El dialecto extremeño en que escribió Gabriel y Galán es considerado por diversos autores como variedad del leonés, si bien no hay constancia de que el propio Gabriel y Galán manifestase nunca haber escrito en leonés. Su obra en este dialecto, escrita a partir de su establecimiento en el Guijo (Cáceres) en 1898, atrajo la floreciente sensibilidad del casticismo novecentista. Autores como Miguel de Unamuno o Ramón Menéndez Pidal se mostraron extraordinariamente receptivos a ella animándole a proseguir practicándola. Este interés de Gabriel y Galán por recoger el habla popular extremeña —aunque pocas veces lo llamó "extremeño" y mucho más "jerga", "lenguaje" o "lingüística de las gentes de por aquí"— dio lugar a algunos análisis filológicos contrastados en torno al déficit de exactitud científica de su trabajo. Ciertamente la pretensión del poeta era muy otra: utilizar una herramienta léxica para acercar su poesía al pueblo. Por otro lado, como ha señalado Antonio Salvador Plans, "la distinción entre dialectalismo y vulgarismo se sitúa en un filo tan tenue que es fácil caer inconscientemente en uno y otro lado de modo indistinto". Para él "pretender un modelo dialectal perfecto es por otra parte absurdo y sería similar a intentar un modelo popular en el siglo XIV basándonos en las serranas del Libro del Buen Amor, del Arcipreste de Hita, o de otras épocas tomando como base el sayagués, los entremeses, los sainetes, las zarzuelas o tantas modalidades literarias en que se ha escogido un modelo de apariencia popular".
 

Gabriel y Galán fue uno de los primeros autores que denunció la miseria de la comarca de Las Hurdes a partir de los poemas 'La jurdana' y 'A Su Majestad el Rey', ambos de 1904. El segundo de ellos tenía por objeto sensibilizar a Alfonso XIII, entonces de visita en Salamanca: "Porque infama la negrura / de la siniestra figura / de hombres que hundidos están / en un sopor de incultura / con fiebre de hambre de pan". Posteriormente el monarca señaló que fue a través de ambas poesías como tomó conciencia del problema de un territorio que aún tardaría en visitar (1922). 

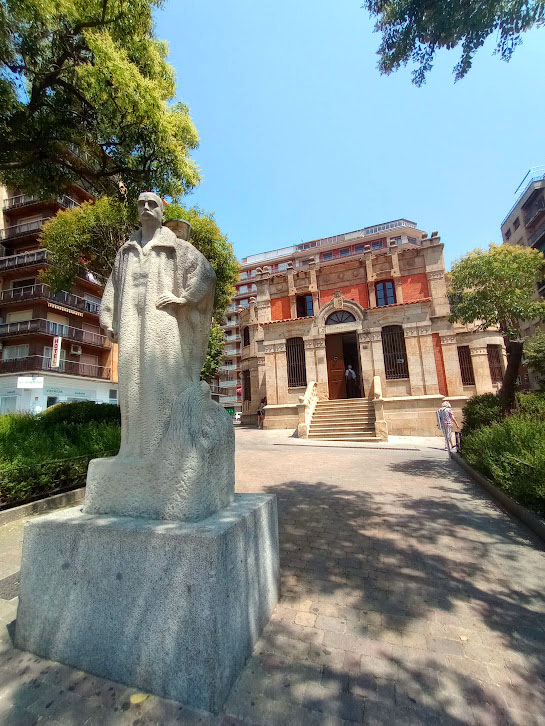
Estatua José María Gabriel y Galán (Salamanca) frente a la biblioteca homónima.

En los años sesenta la obra de Gabriel y Galán incrementó su interés internacional: entre 1960 y 1965 la profesora Maria Romano Colangeri (Universita' degli Studi de Lecce) realizó tres estudios sobre diversos aspectos de su obra; en 1969 se concluyó una tesis doctoral realizada por Bessie W. Stanford Stadt (University of Arizona).
Poemarios:
- Castellanas (1902)
- Extremeñas (1902)
- Campesinas (1904)
- Nuevas Castellanas (1905)
- Religiosas (1906)

## Influencias
Este autor salmantino ha influenciado en poetas extremeños, como:
- Mario Simón Arias-Camisón.
- Luis Chamizo Trigueros.

## Adaptaciones
En el año 2020, en conmemoración del 150 aniversario del nacimiento del poeta, la editorial Drakul publicó el cómic El tío Gorio y la tía Pulía de Gabriel y Galán, escrito por el guionista montehermoseño Juan Luis Iglesias y dibujado por el ilustrador valrieño José Cruz de Cruz, conocido como C. de Cruz. La obra incluye un prólogo de Juan José Barrios, encargado de la Casa-Museo de Gabriel y Galán en Guijo de Granadilla (Cáceres). El cómic adapta uno de los pocos relatos escritos por el poeta, titulado El tío Gorio, publicado originalmente en el periódico El Adelanto en noviembre de 1901. En el cómic, el propio poeta Gabriel y Galán cuenta la historia de Gorio y Pulía a los escritores Benito Pérez Galdós y Emilia Pardo Bazán, durante una tertulia literaria en el Gran Café Universal de Madrid. Cuando el poeta termina de contar la historia, los escritores hablan de literatura y rememoran anécdotas sobre el poeta, con lo cual el cómic es también una pequeña semblanza biográfica sobre Gabriel y Galán.